# June Caprice

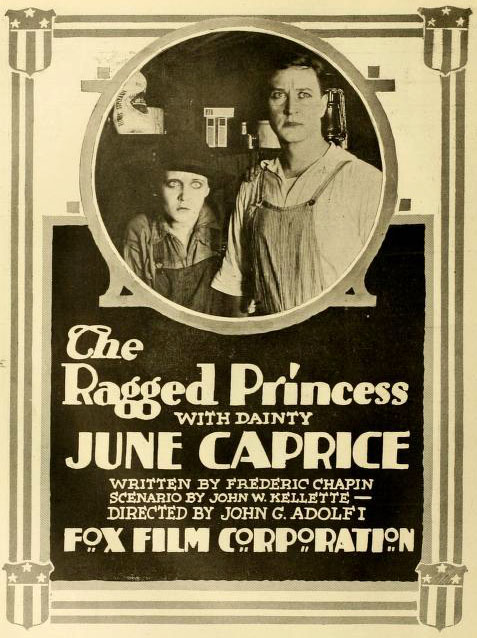
The Ragged Princess (1916)

June Caprice (19 de noviembre de 1895 – 9 de noviembre de 1936) fue una actriz cinematográfica de nacionalidad estadounidense, activa en la época del cine mudo.

## Biografía
Su verdadero nombre era Helen Elizabeth Lawson, y nació en Arlington, Massachusetts. Inició su carrera artística como actriz teatral en 1916, siendo después contratada por Fox Film Corporation para trabajar en el cine.
En 1916, William Fox buscaba una "segunda Mary Pickford", y en el verano de ese año creía haber encontrado la que predijo iba a ser la más famosa actriz cinematográfica en los seis meses futuros.
Ella debutó en pantalla el 9 de julio, siendo vista por los espectadores en el local Academy of Music, en la calle 14 de Manhattan, con Caprice of the Mountains, siendo su actuación alabada por la crítica del New York Times.
Adoptando el nombre artístico de June Caprice, rodó dieciséis filmes para Fox, la mitad de ellos dirigidos por Harry F. Millarde. El director y ella iniciaron una relación sentimental que finalizó en matrimonio.
En 1919, June Caprice fue contratada por Pathé, actuando en seis películas. Algunas de ellas se rodaron en el viejo estudio de Pathe en Nueva York. Su último trabajo para el cine llegó en 1921 con un serial de ciencia ficción de quince episodios titulado The Sky Ranger (o The Man Who Stole the Moon).
Caprice dejó el mundo del cine para dedicarse a la familia, dando a luz una niña, June Elizabeth Millarde, en 1923. Probablemente volvió al trabajo como actriz teatral y modelo, apareciendo en un calendario de la compañía Coca Cola editado en los años 1920.
Su marido falleció en 1931, a los cuarenta y seis años de edad. June Caprice falleció cinco años después en Los Ángeles, California, a causa de un ataque cardiaco, aunque padecía un cáncer. Fue enterrada en el Cementerio Forest Lawn Memorial Park, en Glendale (California).
La hija de Caprice tenía trece años cuando murió su madre, por lo que hubo de ser criada por sus abuelos en Long Island, Nueva York.

## Filmografía

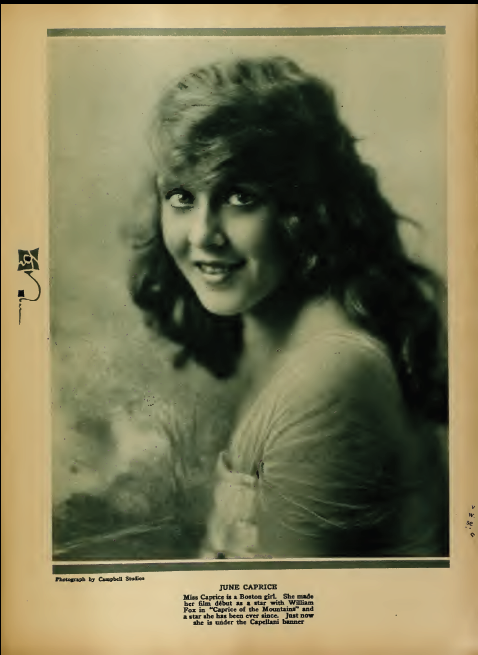
June Caprice en Motion Picture Classic (1920)

- The Window of Dreams, de Howard M. Mitchell (1916)
- Caprice of the Mountains, de John G. Adolfi (1916)
- Little Miss Happiness, de John G. Adolfi (1916)
- The Ragged Princess, de John G. Adolfi (1916)
- The Mischief Maker, de John G. Adolfi (1916)
- The Sunshine Maid, de Harry F. Millarde (1917)
- A Modern Cinderella, de John G. Adolfi (1917)
- A Child of the Wild, de John G. Adolfi (1917)
- The Small Town Girl, de John G. Adolfi (1917)
- Patsy, de John G. Adolfi (1917)
- Every Girl's Dream, de Harry F. Millarde (1917)
- Miss U.S.A., de Harry F. Millarde (1917)
- Unknown 274, de Harry F. Millarde (1917)
- The Heart of Romance, de Harry F. Millarde (1918)
- A Camouflage Kiss, de Harry F. Millarde (1918)
- Blue-Eyed Mary, de Harry F. Millarde (1918)
- Miss Innocence, de Harry F. Millarde (1918)
- Oh Boy!, de Albert Capellani (1919)
- The Love Cheat, de George Archainbaud (1919)
- A Damsel in Distress, de George Archainbaud (1919)
- In Walked Mary, de George Archainbaud (1920)
- Rogues and Romance, de George B. Seitz (1920)
- The Sky Ranger, de George B. Seitz (1921)